# La Disparition de Lady Frances Carfax
La Disparition de Lady Frances Carfax (The Disappearance of Lady Frances Carfax en version originale) est l'une des cinquante-six nouvelles d'Arthur Conan Doyle mettant en scène le détective Sherlock Holmes. Elle est parue pour la première fois dans la revue britannique Strand Magazine en décembre 1911, avant d'être regroupée avec d'autres nouvelles dans le recueil Son dernier coup d’archet (His Last Bow).

## Résumé

### Mystère initial
Sherlock Holmes explique au docteur Watson qu'il a été contacté par Susan Dobney au sujet de la disparition de Lady Frances Carfax, une femme célibataire et aisée. Dobney est une ancienne gouvernante de Lady Carfax, et cette dernière avait pour habitude de lui écrire une fois toutes les deux semaines, mais cela fait cinq semaines que Dobney n'a pas reçu de nouvelles, ce qui est anormal. Lors de l'envoi de sa dernière lettre, Lady Carfax se trouvait dans un hôtel à Lausanne, en Suisse. Depuis, elle a quitté les lieux sans laisser d'adresse. Holmes a cependant appris que depuis son départ, la dame a fait un chèque à son ancienne femme de chambre, Marie Devine, qui réside à Montpellier. Le détective craint qu'un malheur ne soit arrivé à Lady Frances Carfax, et charge Watson d'aller enquêter sur le continent, étant lui-même pris par une autre affaire.

### Résolution
Watson commence par se rendre à l'hôtel de Lausanne. Il y rencontre M. Moser, le gérant de l'établissement, ainsi que Jules Vibart, un employé de l'hôtel qui se trouve être le fiancé de Marie Devine. Vibart apprend au docteur que Lady Carfax a quitté l'hôtel précipitamment plusieurs semaines auparavant, et pense que cela a un lien avec la venue d'un homme barbu qui avait été aperçu une première fois dans le parc en compagnie de la dame, puis avait demandé à la voir une seconde fois, ce que la dame avait catégoriquement refusé. Elle aurait alors fui Lausanne pour s'éloigner de cet homme. Vibart donne par ailleurs à Watson l'adresse de sa fiancée Marie Devine à Montpellier.
Watson découvre ensuite dans une agence Cook que Lady Carfax est partie pour Baden (toujours en Suisse). Il s'y rend et apprend que la dame y a séjourné deux semaines dans un hôtel, où elle a fait la connaissance du couple Shlessinger. Le Dr Shlessinger était un missionnaire convalescent revenu d'Amérique latine en mauvaise santé, et sa femme ainsi que Lady Carfax ont veillé à son rétablissement. Le couple est ensuite rentré à Londres et Lady Carfax est partie avec eux, congédiant au préalable sa femme de chambre Marie Devine.
Watson se rend chez cette dernière à Montpellier, et apprend de sa bouche que Lady Carfax l'a simplement renvoyée du fait de son mariage imminent avec Jules Vibart. Alors même que la jeune femme évoque à son tour l'homme barbu qui voulait peut-être du mal à sa maîtresse, elle l'aperçoit dans la rue par la fenêtre. Le docteur sort immédiatement et accoste brusquement l'inconnu en lui demandant ce qu'est devenue Lady Carfax. Son interlocuteur, très mécontent de cette question, essaie d'étrangler Watson, mais celui-ci est sauvé par un homme habillé en ouvrier qui se révèle être Sherlock Holmes. Le détective considère que Watson a mal conduit l'enquête. Il explique que l'homme barbu n'est autre que Philip Green, un homme profondément amoureux de Lady Carfax, qui tente lui aussi de la retrouver depuis son départ de Lausanne. Holmes décide de retourner à Londres avec Watson et Green, puisque Lady Carfax s'est rendue dans cette ville après avoir quitté Baden. De retour à Baker Street, Holmes explique à Watson que les Shlessinger sont en fait deux malfaiteurs dont la spécialité est de s'emparer des biens de femmes aisées, célibataires et sans famille. La femme s'appelle Mme Fraser et l'homme Holy Peters, identifiable grâce à une oreille blessée, indice qui a mis Holmes sur la bonne piste. Le faux couple retient donc probablement Lady Carfax prisonnière à Londres, ou l'a déjà tuée.
Holmes retrouve la trace du couple à Londres grâce à la vente aux enchères d'un bijou précieux qui appartenait à la victime. Le détective demande à Philip Green d'espionner Mme Fraser, et découvre ainsi son adresse. La filature mène par ailleurs Green dans une agence de pompes funèbres où Mme Fraser attend un cercueil pour un enterrement prévu le lendemain matin à 8h, ce qui est de mauvais augure.
Holmes et Watson se précipitent à l'adresse indiquée par Green. Ils entrent sans mandat de perquisition, et Holy Peters envoie sa domestique chercher la police. Le détective parvient cependant à ouvrir le cercueil qui est arrivé entre-temps chez le couple, et y découvre le corps d'une femme âgée. Holy Peters affirme qu'il s'agit d'une ancienne garde-malade de Mme Fraser qu'il est allée chercher quelques jours auparavant à l'hôpital et qui est morte de vieillesse. Ces affirmations se révéleront exactes. C'est l'enterrement de la vieille dame qui est prévu le lendemain matin. À la suite de l'arrivée de la police, Holmes repart perplexe.
Pendant la nuit, il réussit pourtant à deviner la machination des malfaiteurs : le cercueil étant profond, il est probable que le corps de Lady Carfax y soit ajouté au dernier moment. Les assassins pouvaient ainsi se débarrasser proprement du corps de leur victime. Le lendemain matin, Holmes et Watson se précipitent à l'enterrement, et parviennent à faire ouvrir le cercueil avant son inhumation. Lady Carfax gît inconsciente à l'intérieur, la tête recouverte de coton imbibé de chloroforme. Au bout d'une demi-heure, Watson arrive à la ranimer. La dame est finalement sauvée, mais Holy Peters et Mme Fraser réussissent à s'enfuir.

### Allusions à des enquêtes inédites
Au début de l'intrigue, Holmes refuse d'accompagner Watson sur le continent car il a été engagé dans une autre affaire par « le vieil Abraham, mortellement inquiet pour sa vie ». Cette affaire du détective est inédite.

## Adaptations
| Année | Titre                                    | Pays        | Réalisateur     | Holmes         | Watson           | IMDb |
| ----- | ---------------------------------------- | ----------- | --------------- | -------------- | ---------------- | ---- |
| 1923  | The Disappearance of Lady Frances Carfax | Royaume-Uni | George Ridgwell | Eille Norwood  | Hubert Willis    | Lien |
| 1965  | The Disappearance of Lady Frances Carfax | Royaume-Uni | Shuan Sutton    | Douglas Wilmer | Nigel Stock      | Lien |
| 1991  | The Disappearance of Lady Frances Carfax | Royaume-Uni | John Madden     | Jeremy Brett   | Edward Hardwicke | Lien |

La nouvelle a été adaptée en 1991 dans la série télévisée Sherlock Holmes. Cet épisode est le 27e de toute la série, et le 1er de la saison 3 intitulée Les Archives de Sherlock Holmes.

## Livre audio en français
- Arthur Conan Doyle, La Disparition de Lady Frances Carfax [« The Disappearance of Lady Frances Carfax »], Paris, La Compagnie du Savoir, coll. « Les enquêtes de Sherlock Holmes », 2011 (EAN 3760002139708, BNF 42478501)Narrateur : Cyril Deguillen ; support : 1 disque compact audio ; durée : 55 min environ ; référence éditeur : La Compagnie du Savoir CDS102. Le nom du traducteur n'est pas indiqué.